# 朱友漁

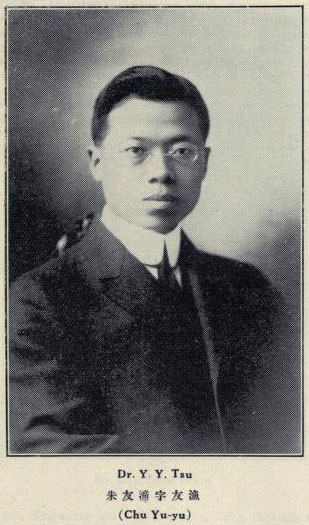

朱友渔（Andrew Yu-yue Tsu，1885年12月18日—1986年），上海人，社会学家、中華聖公會維多利亞教區雲貴教區分區主教。

## 生平
1885年12月18日，朱友渔出生于上海。，父亲朱玉堂是圣公会的牧师。早年，朱友渔是就读于上海圣约翰书院的第一批学生。在该书院，他是杰出的学生和运动员。他还是该书院院刊《Echo》和《Dragon》的编辑。1907年，朱友渔自圣约翰书院毕业，获得文学士（B.A.）学位，并被按立为会吏，在江苏无锡教会服务2年之后，他于1909年夏赴美国留学，先入美国圣公会位于纽约市的General Theological Seminary学习社会学，后入哥伦比亚大学，并获神学硕士（M.A.）和神学博士（Ph.D）学位，博士学位论文为《The Spirit of Chinese Philanthropy》（中国慈善事業的精神）。1912年8月，朱友渔经欧洲和西伯利亚归国，此后在上海圣约翰大学担任社会学教授。他还兼任上海童子军协会主席、圣约翰大学校友会上海分会主席、美国大学俱乐部（American University Club）中国书记、教务杂志（Chinese Recorder）编辑委员会委员、中华基督教文学社（Christian Literature Society of China）出版委员会委员、中华基督教青年会全国委员会委员、中华续行委办会（China Continuation Committee）委员。他还是世界中国学生联合会（World's Chinese Students' Federation）董事会成员。
1924年，朱友渔担任北京协和医学院院牧。1925年，孙中山在协和医院病逝，朱友渔牧师主持了国葬安息礼拜。1938年，朱友漁和陈文渊参加了三民主义青年团。
云南和贵州的圣公会原来属于英国圣公会系统的維多利亞教区，1935年转属北美圣公会系统的武汉教区。朱友漁是中华圣公会維多利亞教区负责云贵事务的分區主教（教區主教为英国人何明华）。1939年12月，经中华圣公会主教院批准，于1940年正式成立云贵分教区，隶属港粤教区。1940年5月1日，圣腓力与圣雅各日，中华圣公会的7位教区主教（高斯德、华福兰、罗培德、郑和甫、莫寿增、韩仁敦、鄂方智）在上海圣三一座堂联合祝圣朱友渔为主教。云贵分教区主教为朱友渔，教区办事处设在昆明。
抗日战争后期，朱友漁担任来华美军牧师。1941年，担任美军随军牧师的朱友渔仍兼任云贵分教区主教。1944年，朱友漁赴重庆会见蒋介石，随后乘陈纳德的轰炸机返回昆明。1945年冬，港粤教区主教何明华宣布，英国圣公会无力顾及云贵，如果云贵能够自立则继续举办，无法自立则停办。
后来，经朱友渔策划，晋升黄奎元为主教，同北美圣公会挂钩，筹建云贵教区。1946年春，黄奎元以讲学为名，离开贵筑赴美国，先后获得美国费城神学院哲学和神学博士学位，又于1946年在美国举行按立主教仪式，并获北美圣公会认可，建立云贵教区。回国后，黄奎元到上海。1947年8月，中华圣公会总议会第十届会议决定，设立中华圣公会云贵教区，黄奎元任主教。朱友漁也参加了1947年8月的中华圣公会总议会第十届会议，并在会上提出请吴国桢担任传道部部长，但被会议否决。
1947年，黄奎元回到昆明，随即召集了昆明、大理、曲靖、贵阳、遵义各地圣公会圣品和信徒代表在昆明举行中华圣公会云贵教区第一届教区会议，通过了《中华圣公会云贵教区宪法规例》和《中华圣云贵教区公祷书》，宣告中华圣公会云贵教区成立，并选举黄奎元为云贵教区首任主教。自此，云贵的圣公会由英国圣公会系统转入北美圣公会系统。
1947年8月，中华圣公会总议会第十届会议决定，设立中华圣公会中央办事处，为中华圣公会总议会及全国性各项事业的执行机构，办事处设在上海虹口闵行路152号，朱友漁任中央办事处总干事。出任总干事后，朱友漁以美国差会的捐款供给陕西传道区的经费。
1950年7月，朱友漁赴加拿大多伦多参加了世界基督教协进会中央委员会会议，会议通过决议，称朝鲜民主主义人民共和国侵略大韩民国，要求联合国出兵干预。1950年本拟召开全国基督教会议，朱友漁担任筹备委员会主席。1950年11月30日，他辞去了中华圣公会中央办事处总干事职务，称准备赴圣公会华南教区担任副主教。但在1950年12月7日离开上海之后，他便赴香港转往美国洛杉矶。1951年，他来信称可以在美国为陕西传道区捐款，但被中华圣公会总议会传道部拒绝。
在1951年4月的基督教控诉运动中，朱友渔是首先被控诉的四名华人基督教领袖之一（首先受到控诉的有所谓“臭名昭著的美帝国主义分子”毕范宇、李提摩太、骆爱华，以及所谓“中国基督教徒败类”陈文渊、梁小初、顾仁恩、朱友渔）。
1986年，朱友渔逝世。享年100岁。

## 延伸阅读
[在维基数据编辑]
 《游美同學錄·朱友漁》，出自《游美同學錄》
 在维基共享资源阅览影像
- Andrew Yu-yue Tsu, Friend of Fishermen友漁自傳, Trinity Press, 1958. （页面存档备份，存于）
- 朱友漁與妻合影 （页面存档备份，存于）